# Équipe du Portugal des moins de 19 ans de football
Maillots
L'équipe du Portugal de football des moins de 19 ans est constituée par une sélection des meilleurs joueurs portugais de moins de 19 ans sous l'égide de la Fédération du Portugal de football.

## Palmarès
- Championnat d'Europe juniors (1948-1980) (1)
  - Vainqueur : 1961
  - Finaliste : 1971
  - Troisième : 1960, 1964, 1968

- Championnat d'Europe U18 (1981-2001) (2)
  - Vainqueur : 1994, 1999
  - Finaliste : 1988, 1990, 1992, 1997

- Championnat d'Europe U19 (depuis 2002) (1) :
  - Vainqueur : 2018
  - Finaliste : 2003, 2014, 2017, 2019 et 2023

## Sélectionneurs
| Liste des sélectionneurs | Liste des sélectionneurs |
| - 1960 : Armando Ferreira - 1961 : David Sequerra - 1962 : Paulo Martins - 1964 : Gastão Silva - 1967 : José Maria Canhoto - 1968-1970 : David Sequerra - 1970-1971 : Peres Bandeira - 1971 : José Augusto - 1988-1989 : Carlos Queiroz - 1990 : Carlos Queiroz & Rui Caçador - 2002-2003 : Carlos Dinis - 2004-2004 : Edgar Borges | - 2005-2006 : Carlos Dinis - 2007-2007 : Edgar Borges - 2007-2008 : Agostinho Oliveira - 2009-2010 : Ilídio Vale - 2011-2011 : Hélio Sousa - 2012-2012 : Edgar Borges - 2013-2013 : Emílio Peixe - 2013-2014 : Hélio Sousa - 2015-2015 : Edgar Borges - 2015-2016 : Emílio Peixe - 2016-2019 : Hélio Sousa - 2019-2020 : Filipe Ramos - 2020-2022 : Rui Bento - 2022- : Joaquim Milheiro |

## Anciens joueurs
| Liste des anciens joueurs | Liste des anciens joueurs | Liste des anciens joueurs | Liste des anciens joueurs |
| - 1960 : José Carlos - 1960 : Lourenço - 1960-1961 : António Simões - 1961 : Fernando Peres - 1962 : Rui Rodrigues - 1964 : Artur Jorge - 1964-1966 : Vítor Damas - 1967 : Raul Águas - 1967-1968 : Humberto Coelho - 1968 : António Barros - 1968 : Vítor Martins - 1968 : Chico Faria - 1969 : Carlos Simões - 1970-1971 : Gregório Freixo - 1971 : António Fidalgo - 1971 : Rodolfo Reis - 1971 : Shéu - 1971 : Rui Jordão - 1986-1988 : Abel Silva - 1986-1988 : Fernando Couto - 1986-1988 : Tozé - 1986-1988 : Jorge Amaral - 1986-1988 : Hélio Sousa - 1986-1988 : António Resende - 1987-1988 : José Bizarro - 1987-1988 : Mário Morgado - 1987-1988 : Pedro Valido - 1987-1988 : Filipe Ramos - 1987-1988 : Paulo Sousa - 1987-1988 : Jorge Couto | - 1988 : José Xavier - 1988 : António Folha - 1988-1990 : Fernando Brassard - 1988-1990 : João Vieira Pinto - 1988-1990 : Rui Bento - 1988-1990 : Paulo Torres - 1988-1990 : João Oliveira Pinto - 1988-1990 : Jorge Costa - 1989-1990 : Abel Xavier - 1989-1990 : Emílio Peixe - 1989-1990 : Luís Figo - 1989-1990 : Álvaro Gregório - 1989-1990 : Luís Miguel - 1989-1990 : Gil Gomes - 1989-1990 : Toni - 1990 : Rui Costa - 2002 : Raul Meireles - 2002 : Danny - 2002 : Custódio - 2002 : Hugo Viana - 2002 : Ricardo Quaresma - 2002-2003 : João Pereira - 2002-2003 : Hugo Almeida - 2003-2004 : Silvestre Varela - 2003-2004 : Rúben Amorim - 2003-2005 : Vieirinha - 2004 : João Moutinho - 2004 : Miguel Lopes - 2004-2005 : Tiago Gomes - 2004-2005 : Paulo Machado | - 2004-2005 : Miguel Veloso - 2005 : Yannick Djaló - 2005-2006 : Antunes - 2005-2006 : Hélder Barbosa - 2006 : Steven Vitória - 2006 : Sílvio - 2006-2007 : Daniel Carriço - 2006-2007 : Fábio Coentrão - 2006-2007 : Rui Patrício - 2007 : Orlando Sá - 2007-2008 : Stélvio - 2007-2008 : Adrien Silva - 2007-2008 : André Pinto - 2007-2008 : Ukra - 2008 : Pizzi - 2008 : André André - 2008-2009 : Anthony Lopes - 2009 : Josué - 2009-2010 : Cédric Soares - 2009-2010 : Danilo Pereira - 2009-2010 : Nélson Oliveira - 2009-2010 : André Martins - 2009-2010 : Amido Baldé - 2010-2011 : Paulo Oliveira - 2010-2011 : William Carvalho - 2010-2012 : João Mário - 2011-2012 : Ivan Cavaleiro - 2011-2012 : Ricardo Pereira - 2012 : André Gomes - 2012-2013 : João Cancelo | - 2012-2014 : André Silva - 2012-2014 : Pedro Rebocho - 2012-2014 : Rony Lopes - 2013 : Ricardo Horta - 2013 : Bernardo Silva - 2013-2014 : Gelson Martins - 2014 : Jorginho - 2014-2015 : Renato Sanches - 2014-2015 : Gonçalo Guedes - 2014-2015 : Gilson Costa |

## Parcours en Championnats d'Europe

### Championnats d'Europe juniors et U18
Le Portugal a disputé 14 phases finales du Championnat d'Europe juniors sur 33 possible, remportant l'édition 1961, durant lequel il est le pays hôte.
Le Portugal a disputé 11 phases finales du Championnat d'Europe U18 sur 17, remportant les éditions 1994 et 1999.

### Championnats d'Europe U19
| Championnat d'Europe U19 | Championnat d'Europe U19 | Championnat d'Europe U19                                                                  |
| - 2002 : Non qualifié - 2003 : Finaliste - 2004 : Non qualifié - 2005 : Non qualifié - 2006 : Phase de poule - 2007 : Phase de poule - 2008 : Non qualifié - 2009 : Non qualifié - 2010 : Phase de poule - 2011 : Non qualifié | - 2012 : Phase de poule - 2013 : Demi-finaliste - 2014 : Finaliste - 2015 : Non qualifié - 2016 : Demi-finaliste - 2017 : Finaliste - 2018 : Vainqueur - 2019 : Finaliste - 2020 : Annulé - Covid-19 - 2021 : Annulé - Covid-19 | - 2022 : Non qualifié - 2023 : Finaliste - 2024 : Non qualifié - 2025 : - 2026 : - 2027 : |

## Effectif actuel
Les joueurs qui suivent sont convoqués pour l'Euro 2019 avec le Portugal U19.
| N°         | Nom               | Équipe           | Date de naissance | App.     | Buts     |          |          |
| Gardiens   | Gardiens          | Gardiens         | Gardiens          | Gardiens | Gardiens | Gardiens | Gardiens |
| ---------- | ----------------- | ---------------- | ----------------- | -------- | -------- | -------- | -------- |
| 1          | Celton Biai       | SL Benfica       | 13 août 2000      | 10       | 0        |          |          |
| 12         | Francisco Meixedo | FC Porto         | 19 mai 2001       | 1        | 0        |          |          |
| Défenseurs |                   |                  |                   |          |          |          |          |
| 2          | Gonçalo Cardoso   | Boavista FC      | 21 octobre 2000   | 6        | 2        |          |          |
| 3          | Gonçalo Loureiro  | SL Benfica       | 1er février 2000  | 12       | 0        |          |          |
| 4          | Tiago Lopes       | FC Porto         | 27 mai 2000       | 3        | 0        |          |          |
| 5          | Tomás Tavares     | SL Benfica       | 7 mars 2001       | 11       | 0        |          |          |
| 14         | Costinha          | Rio Ave FC       | 26 mars 2000      | 17       | 0        |          |          |
| 15         | Levi Faustino     | FC Porto         | 31 août 2001      | 0        | 0        |          |          |
| Milieux    |                   |                  |                   |          |          |          |          |
| 6          | Daniel Silva      | Vitória SC       | 11 avril 2000     | 8        | 2        |          |          |
| 8          | Diogo Capitão     | SL Benfica       | 6 mars 2000       | 12       | 1        |          |          |
| 10         | Fábio Vieira      | FC Porto         | 30 mai 2000       | 4        | 0        |          |          |
| 13         | Gonçalo Ramos     | SL Benfica       | 21 juin 2001      | 7        | 2        |          |          |
| 16         | Rodrigo Fernandes | Sporting CP      | 23 mars 2001      | 13       | 1        |          |          |
| 19         | Vitinha           | FC Porto         | 13 février 2000   | 13       | 1        |          |          |
| 20         | Samuel Costa      | SC Braga         | 27 novembre 2000  | 3        | 0        |          |          |
| Attaquants |                   |                  |                   |          |          |          |          |
| 7          | Félix Correia     | Sporting CP      | 22 janvier 2001   | 9        | 1        |          |          |
| 9          | João Mário        | FC Porto         | 3 janvier 2000    | 14       | 1        |          |          |
| 11         | Tiago Rodrigues   | Sporting CP      | 21 juin 2000      | 8        | 1        |          |          |
| 17         | Umaro Embaló      | SL Benfica       | 6 mai 2001        | 9        | 3        |          |          |
| 18         | António Gomes     | Atalanta Bergame | 29 août 2000      | 2        | 0        |          |          |